# Hempstead (Essex)
Hempstead è un villaggio e parrocchia civile dell'Inghilterra, appartenente alla contea dell'Essex.